# 融解熱
融解熱（ゆうかいねつ）は一定の量の物質が固体から液体に相転移する時に必要な熱量（潜熱）である。凝固熱と等しい。
単位はJ/gまたはJ/molである。ジュールについては、主にkJ
として用いることが多い。
氷の融解熱は333.6 kJ/kgである。これは、0℃の氷1kgを水にするときには、333.6 kJの熱量が必要であることを示している。